# Cove (Devon)
Pour les articles homonymes, voir Cove.
Cove est un village du Devon en Angleterre.

## Géographie
Il se situe à 6,5 km au nord de Tiverton et à 3 km de Bampton dans la vallée de l'Exe, à environ 137 mètres au-dessus du niveau de la mer. 

## Histoire
Cove a été érigée en paroisse ecclésiastique en 1886. L'église Saint-Jean-Baptiste, érigée en 1856 sur le site d'un bâtiment antérieur, est un édifice en pierre de style gothique simple composé d'un chœur, d'une nef et d'une sacristie. Les services ont cessé en 1987 et le bâtiment et l'ancien cimetière sont désormais une résidence privée. Le registre date des années 1680 à 1987. L'Exe Valley Railway (en) traversait autrefois le village.
Le manoir de Cove est acquis en 1763 par Robert Row de Livingshayes de Silverton, auprès de Thomas Carew de Crowcombe. Cove House, érigée en 1800, est un manoir en pierre de Bath à piliers, situé sur un plateau élevé, entouré de parcs et de bois avec une vue panoramique sur la vallée.
Le domaine de Cove, ainsi que les droits de pêche, ont été vendus en 1922 par la famille North-Row.